# Necessary Evil
Necessary Evil était le nom d'un des avions Boeing B-29 Superfortress qui a participé à la mission de largage de la bombe atomique Little Boy sur Hiroshima au Japon le 6 août 1945. Il était piloté par George William Marquardt et contenait du matériel pour des prises de vue et l'enregistrement sur film de l'explosion. Le nom de Necessary Evil (« Mal nécessaire ») ne sera en fait attribué que plus tard, l'avion portait un simple numéro lorsqu'il était basé à Tinian : No 91.
Necessary Evil fut envoyé en 1956 à Naval Air Weapons Station China Lake en Californie où il servit de cible pour des essais.

## Matériel
Une caméra Fastax capable de prendre plus de 7 000 images par seconde avait été installée près du poste de pilotage. Le physicien Bernard Waldman avait été chargé de faire les prises de vue mais il ne disposait que d'une minute de film à une telle vitesse. La caméra pointait en direction d'Hiroshima distante d'environ 27 kilomètres. Le signal du largage ayant été transmis depuis Enola Gay, le B-29 porteur de Little Boy, Waldman attendit quarante secondes avant de lancer l'enregistrement. De retour à Tinian, une erreur de manipulation endommagea une partie du film lors du développement.

## Équipage
L'équipage lors de la mission sur Hiroshima était composé de dix hommes, normalement assignés sur le B-29 Up An' Atom :
- Capitaine George W. Marquardt, commandant ;
- Second-lieutenant James M. Anderson, copilote ;
- Second-lieutenant Russell Gackenbach, navigateur ;
- Capitaine James W. Strudwick, bombardier ;
- Sergent James R. Corliss, ingénieur de vol ;
- Sergent Warren L. Coble, opérateur radio ;
- Sergent Joseph M. DiJulio, opérateur radar ;
- Sergent Melvin H. Bierman, mitrailleur de queue ;
- Sergent Anthony D. Capua Jr., ingénieur assistant ;
- Bernard Waldman (civil), opérateur caméra, physicien du projet Alberta.